# Jean Marchand (syndicaliste)
Pour les articles homonymes, voir Marchand et Jean Marchand.
Jean Marchand, né le 20 décembre 1918 à Champlain et mort le 28 août 1988 à Saint-Augustin-de-Desmaures, est un syndicaliste et un homme politique canadien-français.

## Biographie
Fils de Gustave Marchand notaire et de Laure Cousineau. Cadet d'une famille de six enfants, Marchand grandit dans une maison en briques en face de la route qui conduit à la gare. Son père, Gustave, meurt d'une maladie des reins en 1922. Sa mère, veuve, demeure à Champlain jusqu'en 1929, lorsqu'elle déménage à Montréal, pour assurer un avenir à ses enfants. Marchand habite sur la rue Hutchison et il rencontre Pierre Vadeboncœur. Il revient plus tard à Champlain, en raison de la crise économique. À l'âge de quinze ans, en 1933, Marchand quitte Champlain, pour étudier à l'Académie Saint-Joseph près de Québec. En 1939, il est admis à l'école des sciences sociales de l'Université Laval, qui venait d'être fondée l'année précédente par le père dominicain Georges-Henri Lévesque.

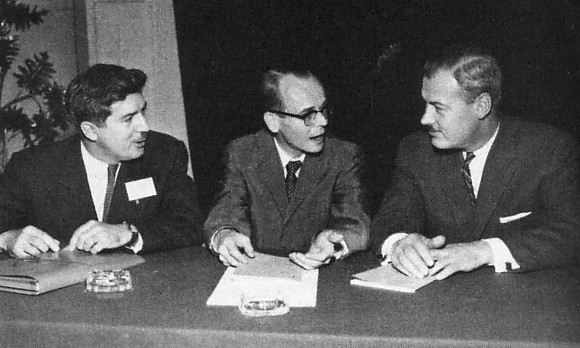
Jean Marchand (à gauche) et Gérard Picard de la CTCC discutent avec Roger Provost de la FTQ en 1958.

Ayant reçu son diplôme de la faculté, il devient le secrétaire général de la Confédération des travailleurs catholiques du Canada en 1947. Lors de la grève de l'amiante en 1949, Marchand appuie les travailleurs grévistes. C'est à ce moment qu'il rencontre Pierre Trudeau, un futur rédacteur de Cité Libre puis premier ministre du Canada. Marchand est sollicité pour être candidat lors de l'élection provinciale de 1960 et puis celle du fédéral de 1963, mais il ne se présente pas pour des raisons personnelles. Il a été président de la Confédération des syndicats nationaux de 1961 à 1964.
À l'élection fédérale de 1965, Marchand se présente comme candidat du Parti libéral, en même temps que ses amis Trudeau et Gérard Pelletier. Cette équipe forme ce que l'on appelle dès lors les trois colombes, des hommes publics Canadiens français envoyés à Ottawa pour réformer la politique fédérale canadienne. Trudeau et Pelletier sont facilement élus dans des circonscriptions acquises au Parti libéral à Montréal, alors que Marchand est élu dans une circonscription de Québec après combat électoral plus ardu. Après l'élection, Marchand est nommé ministre dans le cabinet de Lester B. Pearson.
Lorsqu'en 1968 Pearson prend sa retraite comme chef du Parti libéral et premier ministre, Marchand est vu comme un candidat québécois ayant des chances de lui succéder, mais il refusa d'être candidat à la direction du Parti libéral. Pierre Trudeau avait la voie libre pour se présenter comme le candidat québécois le plus viable. Trudeau remporta la course à la direction du parti puis l'élection canadienne de 1968.
Marchand deviendra alors responsable du dossier québécois. Malgré son départ à Ottawa ses relations avec les organisateurs libéraux et proches du gouvernement fédéral d'alors comme Gordon Boisseau, Henri Paul Koenig et Paul Bouchard en qualité de Député de Langelier.
Dans le gouvernement Trudeau, Marchand occupe plusieurs postes ministériels. En 1976, il démissionne de son siège à la Chambre des communes, car il était en désaccord avec une décision politique limitant l'usage du français chez les contrôleurs aériens du Québec. Se présentant comme un opposant au programme de souveraineté-association du Parti québécois, il est défait comme candidat du Parti libéral du Québec de Robert Bourassa lors de l'Élection générale québécoise de 1976.
Marchand est nommé au Sénat du Canada par Trudeau moins d'un mois plus tard. Il devient le président du Sénat en 1980.
Il participa à la rencontre de Bilderberg en 1965.

## Postes ministériels
Sous Pearson
- Il a été nommé ministre de la Citoyenneté et de l'Immigration, puis ministre de la Main-d'œuvre et de l'Immigration.

Sous Trudeau
- Il a tenu plusieurs hautes responsabilités ministérielles sous le premier ministre Pierre Trudeau. Il fut ministre des Forêts et du Développement rural de 1968 à 1969, ministre de l'Expansion économique régionale de 1969 à 1972, ministre des Transports de 1972 à 1975, ministre sans portefeuille de 1975 à 1976 puis ministre de l'Environnement en 1976.

## Distinctions honorifiques
- Compagnon de l'Ordre du Canada (C.C.), en 1986
- Doctorat honoris causa en droit

## Hommages
- La rue Jean-Marchand a été nommée en son honneur, en 1990, dans la ville de Québec.
- Une plaque "Ici vécut de la ville de Québec est présente au 135 rue Aberdeen, en son honneur, pour indiquer son ancien lieu de résidence.